# 마크 브라운
마크 스티븐 브라운(Mark Stephen Brown, 1963년 2월 28일~)은 쿡 제도의 정치인이다. 헨리 푸나 정권에서 부총리를 지냈으며, 현재는 총리로 재임 중이다.

## 경력

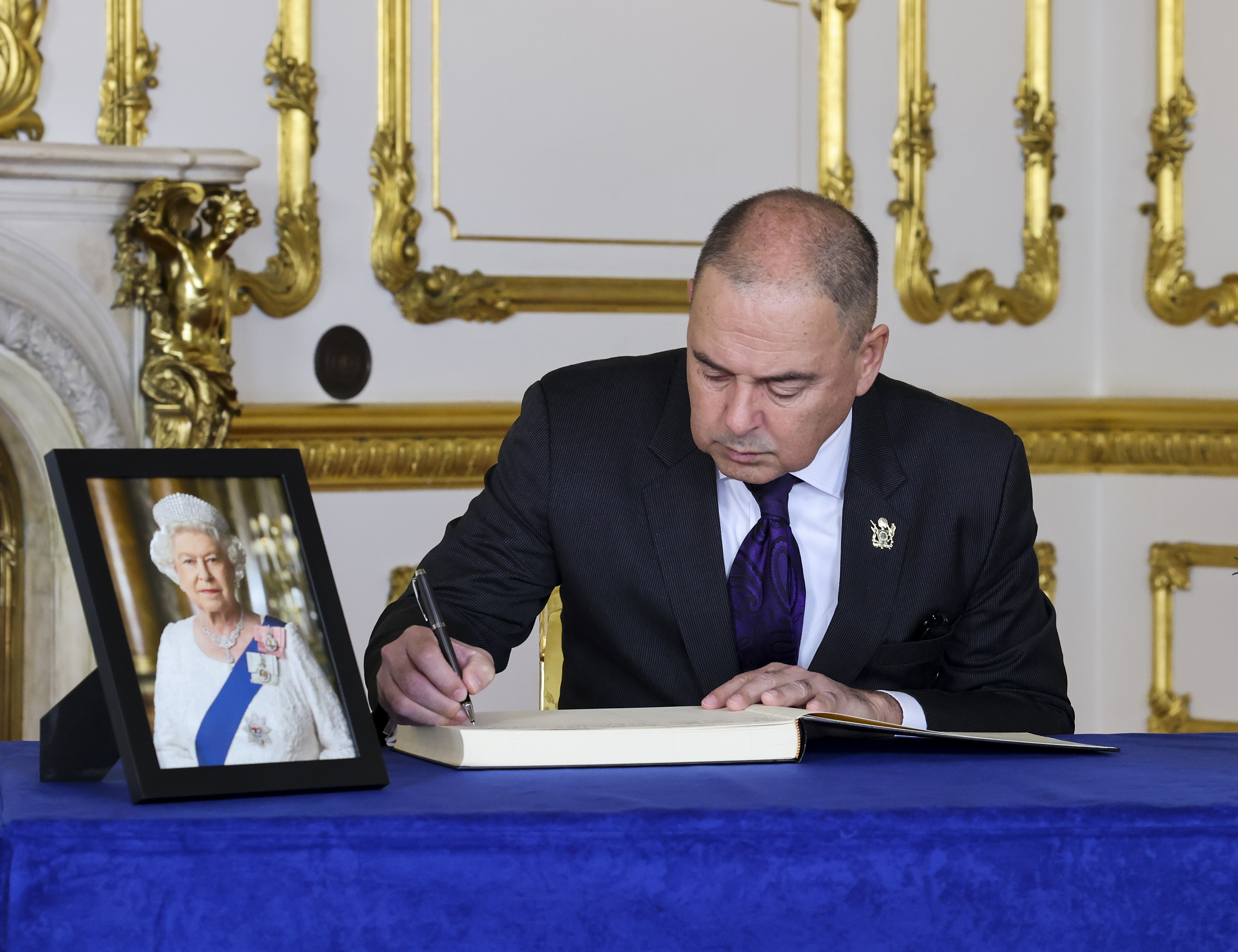
2022년 9월 17일 엘리자베스 2세 여왕의 조문록을 작성하고 있는 브라운 총리

브라운은 2010년 12월 재무장관으로 내각에 임명되었다. 그는 2014년 선거에서 재선되었고, 2018년에도 다시 재선되었다. 
그는 2022년 선거에서 재선되었고 두 명의 무소속 의원의 지지를 확보한 후 총리로 재임명되었다.
2024년 2월 초, 브라운은 쿡 제도와 뉴질랜드, 호주 간의 3자 방위 및 안보 협력 협정을 지지하였다.
2023년 4~5월, 2023년 한-태평양 도서국 정상회의 참석을 위해 방한하였다. 그는 4월 30일 2030 세계박람회 후보지 부산을 방문하여 한국의 2030 부산세계박람회 유치를 기원하였다.